# Trichopeza pia
Trichopeza pia är en tvåvingeart som beskrevs av Adrian R.Plant 2009. Trichopeza pia ingår i släktet Trichopeza och familjen Brachystomatidae.
Artens utbredningsområde är Thailand. Inga underarter finns listade i Catalogue of Life.